# Kolonia Karola Miarki
Kolonia Karola Miarki – część miasta Prudnik, położona na północno-wschodnim skraju miasta, na północ od Jasionowego Wzgórza, przy wyjeździe w kierunku Lubrzy. Obejmuje obszar osiedla domków jednorodzinnych przy ulicy Karola Miarki.

## Geografia
Część miasta obejmuje obszar osiedla domków jednorodzinnych przy ulicy Karola Miarki. Położona jest na północny wschód od centrum Prudnika, około 6 km od granicy z Czechami i około 2 km od centrum miasta. Na południe od niej znajduje się Jasionowe Wzgórze i Górka.

## Historia
Teren, na którym powstało osiedle, nazywany był „polem lubrzańskim” (niem. Das Leuberer Feld) od pobliskiej Lubrzy. Pierwsze domy mieszkalne na tym terenie powstały w latach 20. XX wieku dla pracowników tkalni lnu i adamaszku „S. Fränkel” (późniejsze ZPB „Frotex”) z inicjatywy Hansa Huberta Pinkusa, ówczesnego dyrektora fabryki. Było to osiedle bliźniaczych domów robotniczych. Każdy z domków posiadał ogródek, co miało podnosić walory życia.
W czasie I wojny światowej na osiedlu została rozplanowana „kolonia dla żołnierzy wracających z wojny”. Na osiedlu mieszkała większość prudnickich ewangelików.
Po zakończeniu II wojny światowej osiedlu zostało nadane imię Karola Miarki – polskiego działacza społecznego na Górnym Śląsku w XIX wieku. W latach 1957–1958 zbudowano 40 domów na przedłużeniu osiedla. Po pierwszym walnym zebraniu 53 członków Towarzystwa Ogrodów i Osiedli Działkowych 14 marca 1964 powstał kompleks ogrodów „Karola Miarki”. W latach 80. XX wieku diecezja opolska planowała budowę kościoła, plebanii i domu katechetycznego na osiedlu Karola Miarki. Wojewoda opolski Kazimierz Dzierżan podczas spotkania z biskupem Alfonsem Nossolem w 1986 nie wyraził zgody na budowę ze względu na brak działki budowlanej, i ponieważ ograniczyłaby ona budowę 200 mieszkań spółdzielczych.
Po 1989 na Kolonii Karola Miarki zmieniono nazwy niektórych ulic: Aleksandra Zawadzkiego na Jana Kazimierza, Dąbrowszczaków na Józefa Wybickiego, Jerzego Ziętka na Monte Cassino. Rejon Kolonii Karola Miarki został zalany podczas powodzi tysiąclecia w lipcu 1997. W 2003 zbudowano obwodnicę Prudnika, zaczynającą się na rondzie przy Kolonii Karola Miarki. W październiku 2008 TBS rozpoczął rozbudowę osiedla.